# Seedorf UR
Seedorf je obec ve švýcarském kantonu Uri. Leží přibližně 2 kilometry západně od hlavního města kantonu, Altdorfu, v nadmořské výšce 452 metrů. Žije zde přibližně 1 900 obyvatel.
Od 1. ledna 2021 patří pod Seedorf také dříve samostatná obec Bauen.

## Geografie

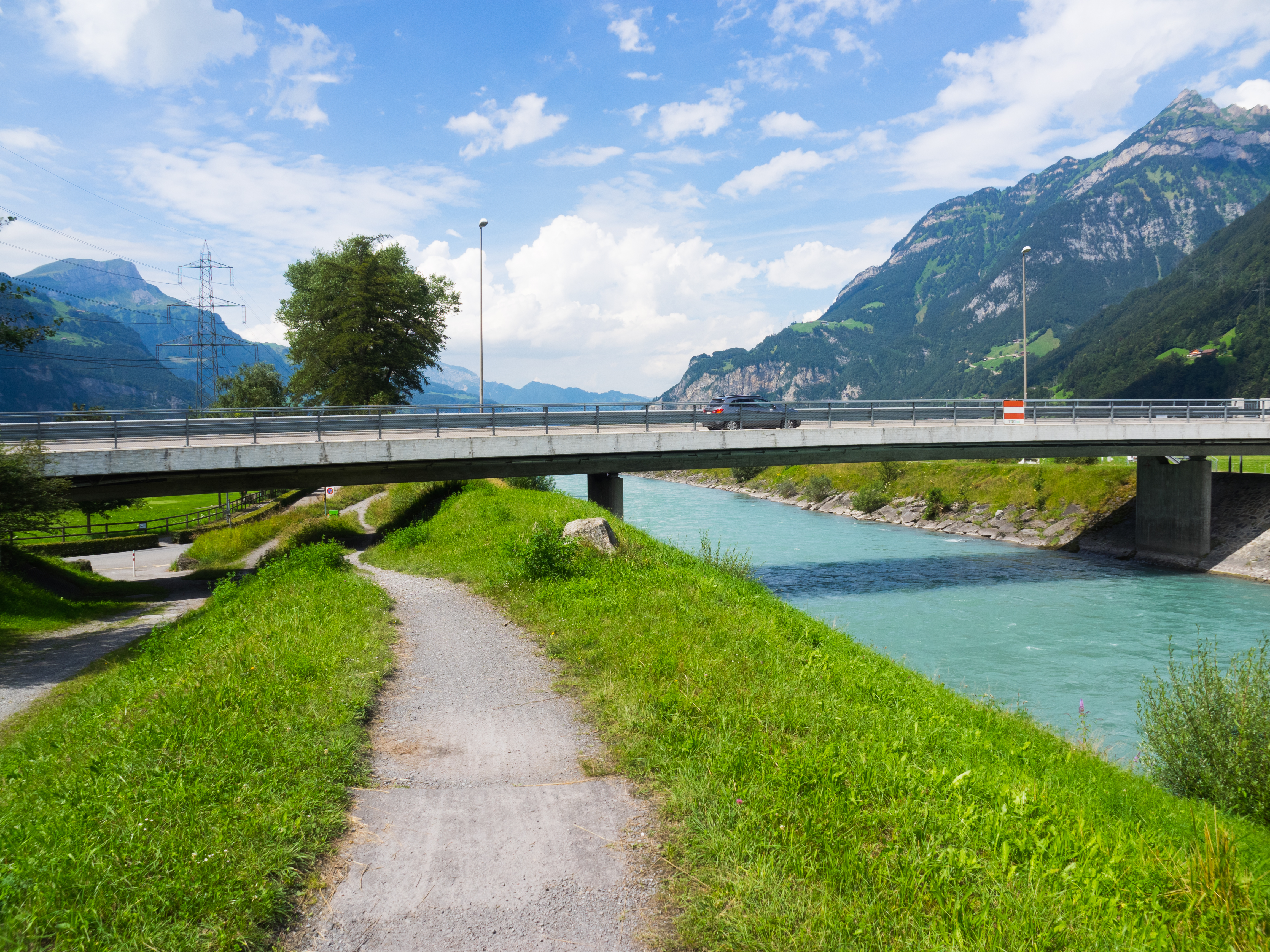
Most přes Reuss v Seedorfu

Seedorf leží na východním úpatí Gitschen v dolní části údolí řeky Reuss na jižním břehu jezera Urnersee (rameno Lucernského jezera). Na jihozápadě katastru obce se rozkládá údolí Gitschital, které odvodňuje potok Palanggenbach. Součástí obce je také severněji položené údolí Gigental s Bodmi, kam se lze dostat lanovkou z Bolzbachu.
5,4 % území obce tvoří osídlená oblast. Podíl zemědělské plochy je rovněž relativně malý, a to 19,2 %. Většinu území obce pokrývají lesy a lesní porosty (40,6 %) nebo neproduktivní půda (vodní plochy a hory; 34,8 %).
Seedorf sousedí na severu se Seelisbergem a Lucernským jezerem, na severovýchodě s Flüelenem, na východě s Altdorfem, na jihu s Attinghausenem a na západě s Isenthalem, jehož území zasahující až k břehu jezera Urnersee odděluje okrsky místních částí Isleten a Bolzbach.

## Historie

Osada Bolzbach na vyobrazení z konce 18. století

První zmínka o obci pochází z roku 1254 pod názvem Sedorf. Alamani se v Seedorfu usadili v raném středověku a vesnice vznikla pravděpodobně pod franským vlivem. Díky dopravě přes Gotthardský průsmyk zažila obec ve 13. století rozkvět. Vesnice byla již dříve rozdělena na horní a dolní část. Klášter Fraumünster v Curychu a šlechtici z oblasti burgundského lankrabství vlastnili zboží a práva v Seedorfu. Ve 13. století připadla většina šlechtického majetku pravděpodobně klášteru lazaritů, v jehož budovách od roku 1559 sídlí benediktinský klášter.
V letech 1556–1558 zde rodina a Pro (Jakob a Pro a Peter a Pro) postavila malý hrad. První počátky vzniku obce lze pozorovat kolem roku 1400, kdy členové farnosti koupili od kostela své pozemky. V roce 1517 jsou zmiňováni tzv. vesničané. Spolu s Attinghausenem vytvořil Seedorf družstvo a vyslal dva radní do tzv. Rady šedesáti v Uri. Plocha obdělávané půdy se zvětšila úpravou toku řeky Reuss od roku 1850 a řeky Palanggen od roku 1888, stejně jako rozsáhlými melioračními pracemi během druhé světové války. První kostel zasvěcený Ulrichovi a Vereně byl postaven ve 12. nebo 13. století. Do roku 1591 byl Seedorf farností Altdorfu. Po zrušení farnosti patřil k Seedorfu do roku 1621 také Isenthal a do roku 1801 Bauen. V roce 2010 se spojily obce Seedorf, Bauen a Isenthal a vytvořily pastvinářskou oblast. Kantonální ústava z roku 1850 potvrdila Seedorf jako politickou obec. Měšťanská obec se oddělila v roce 1944, farnost v roce 1994. Zemědělství, které až do raného novověku nacházelo vedlejší činnost v tranzitní dopravě přes průsmyky, bylo doplněno dřevozpracujícími podniky. Od roku 1900 se objevily další podniky, včetně strojírenské továrny v roce 1981. Kolem let 1970–1980 byla postavena dálnice A2, která má sjezd u Seedorfu a prochází tunelem Seelisberg severozápadně od obce. Po její výstavbě podél řeky Reuss a na břehu jezera na konci 60. let 20. století vzniklo několik nových obytných čtvrtí. V roce 1972 se Seedorf stal sídlem okresní školy se střední školou.
K 1. lednu 2021 se Seedorf sloučil s bývalou obcí Bauen, která od té doby tvoří místní část obce Seedorf.

## Obyvatelstvo

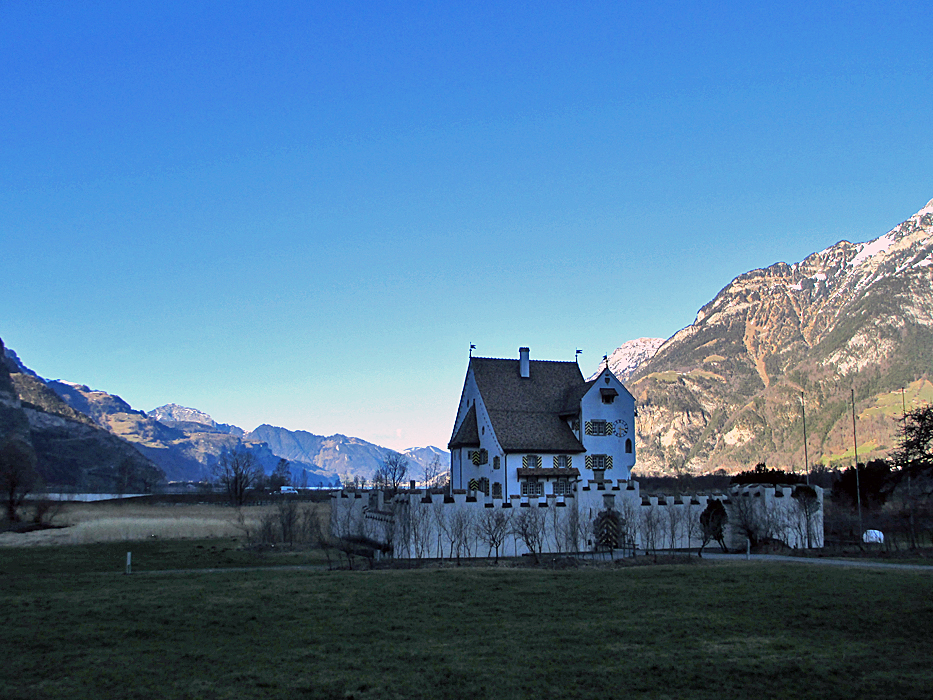
Zámeček A Pro v Seedorfu

### Vývoj populace
Mezi lety 1860 a 1900 vzrostl počet obyvatel téměř o polovinu, s malým poklesem v roce 1888 (1860–1900: +47,9 %). V následujícím desetiletí došlo ke stejně prudkému poklesu počtu obyvatel a v 10. letech 20. století se pokles počtu obyvatel zastavil. Od té doby se počet obyvatel zvýšil téměř čtyřnásobně (1920–2005: +385,2 %). Růst byl přerušen až v 90. letech, kdy počet obyvatel stagnoval. Po roce 2005 obec opět roste a počet obyvatel překročil hranici 2 000.
| Rok            | 1860 | 1880 | 1888 | 1900 | 1910 | 1920 | 1930 | 1941 | 1990 | 2000 | 2005 | 2009 | 2010 | 2019 |
| Počet obyvatel | 403  | 506  | 444  | 596  | 413  | 412  | 497  | 535  | 1518 | 1509 | 1587 | 1680 | 1742 | 2051 |

### Jazyky
Téměř všichni obyvatelé mluví německy jako každodenním hovorovým jazykem, avšak silně alemanským dialektem. Při posledním sčítání lidu v roce 2000 uvedlo 97,23 % obyvatel jako svůj hlavní jazyk němčinu, 1,26 % italštinu a 0,33 % srbochorvatštinu.

### Národnostní složení
Z 1587 obyvatel na konci roku 2005 bylo 1531 (96,47 %) švýcarských státních příslušníků. Přistěhovalci pocházejí z jižní Evropy (Itálie), střední Evropy (Německo a Nizozemsko) a nástupnických států bývalé Jugoslávie. Při sčítání lidu v roce 2000 mělo 1454 osob (96,36 %) švýcarské občanství, z toho 24 osob mělo dvojí občanství.